# كتلة كوكبية
الكتلة الكوكبية هي مقدار كتلة كوكب أو جسم يشبه كوكب داخل النظام الشمسي. عادة ما تقاس الكواكب في نظام الوحدات الفلكي، حيث وحدة الكتلة هي الكتلة الشمسية (M☉) كتلة الشمس(M☉ = (1.98855±0.00025)×1030 كـغ). وفي دراسة الكوكب خارج المجموعة الشمسية، وحدة القياس هي عادة كتلة كوكب المشتري (1.898×1027 كغم (MJ)، للكواكب الغازية العملاقة وكتلة الأرض (M⊕) للكواكب الصخرية الصغيرة.كتلة الأرض = (5.9722±0.0006)×1024 كغم.

## القياس

يعتقد أن هاوميا يدور في أقل من 4 ساعات حول نفسه

الطريقة الفعالة التي يمكن من خلالها قياس كتلة كوكب هي من خلال جاذبيته. وكانت هذه هي الطريقة التي تم بها قياس كتلة الأرض، ومع ذلك فإن قياس جاذبية الكواكب الأخرى، يعتمد على أساليب أخرى. وأكثر التقنيات استخدامًا هي مراقبة جسم يدور (قمر طبيعي) حول أو يمر بالقرب من كوكب ومراقبة تأثُّر مساره بجاذبية الكوكب. ويمكن الاستدلال على كتلة الكوكب من تأثيره على مدارات الكواكب الأخرى. في 1931-1948 تطبيقات معيبة لهذا الأسلوب أدت إلى حسابات غير صحيحة لكتلة بلوتو. ويمكن استخدام البيانات التي تم جمعها لتأثر مدارات المسابر الفضائية. ومن الأمثلة مسباري فوياجر إلى الكواكب الخارجية والمركبة الفضائية ماسنجر إلى عطارد.
أيضًا، هناك العديد من الطرق الأخرى يمكن أن تعطي قيمة تقريبية معقولة للكتلة. على سبيل المثال، الكوكب القزم المحتمل، المعروف باسم فارونا، يدور بسرعة كبيرة على محوره، كما يفعل الكوكب القزم هوميا. فعلى سبيل المثال، يجب أن يكون هوميا كثيف جدًا حتى لا يتمزق بسبب دورانه السريع.

## اختيار الوحدات
اختيار الكتلة الشمسية، M☉، باعتبارها الوحدة الأساسية للكتلة الكوكبية يأتي مباشرة من الحسابات المستخدمة لتحديد الكتلة الكوكبية. وفي الحالة الأكثر دقة، حالة الأرض نفسها، تعرف الكتلة من حيث الكتلة الشمسية إلى اثني عشر رقم مهم تسهم في دقة القيمة: الكتلة نفسها، من حيث الكيلوغرامات أو الوحدات الأرضية الأخرى، معروفة فقط بخمسة أعداد معنوية، أقل من جزء من مليون على وجه التحديد.
الفرق يأتي من الطريقة التي يتم حساب كتل الكواكب. فمن المستحيل أن «تزن» كوكب، والأصعب بكثير الشمس، عكس نوع معايير الكتلة التي تستخدم في المختبر. من ناحية أخرى، فإن مدارات الكواكب تعطي مجموعة كبيرة من البيانات الرصدية للمواقع النسبية لكل جسم، ويمكن مقارنة هذه المواقع مع كتلتها النسبية باستخدام قانون الجذب العام لنيوتن (مع تصحيحات صغيرة للنسبية العامة عند الضرورة). لتحويل هذه الكتلة النسبية إلى وحدات أرضية مثل الكيلوغرام، ومن الضروري معرفة قيمة ثابت الجاذبية، G. هذا الثابت عادة من الصعب قياسه بشكل ملحوظ وقيمته الدقيقة معروفة فقط لجزء واحد في عشرة آلاف.
الكتلة الشمسية هي وحدة كبيرة جدًا على مقياس النظام الشمسي: 1.9884(2)×1030 كغم. وأكبر كوكب، كوكب المشتري، كتلته 0.09٪ من كتلة الشمس، في حين أن كتلة الأرض حوالي ثلاثة ملايين جزء (0.0003٪) من كتلة الشمس.
| الكوكب          | عطارد    | الزهرة   | الأرض    | المريخ   | المشتري | زحل   | أورانوس | نبتون |
| كتلة الأرض M⊕   | 0.06     | 0.82     | 1        | 0.11     | 317.8   | 95.2  | 14.6    | 17.2  |
| كتلة المشتري MJ | 0.000 17 | 0.002 56 | 0.003 15 | 0.000 34 | 1       | 0.299 | 0.046   | 0.054 |

## قيم رزنامة مختبر الدفع النفاث
رزنامة مختبر الدفع النفاث  مستخدمة على نطاق واسع والتي يرجع تاريخها من عام 1998 وتغطي النظام الشمسي كله. وعلى هذا النحو، تشكل الكتل الكوكبية مجموعة متسقة ذاتيًا، وهذا ليس هو الحال دائمًا بالنسبة للبيانات الأكثر حداثة؛
|                           |                           | الكتلة الكوكبية × 10−6 (نسبة إلى الشمس) | كتلة القمر (نسبة إلى الكوكب الأم) | الكتلة المطلقة            | متوسط الكثافة             |
| الكواكب والأقمار الطبيعية | الكواكب والأقمار الطبيعية | الكواكب والأقمار الطبيعية               | الكواكب والأقمار الطبيعية         | الكواكب والأقمار الطبيعية | الكواكب والأقمار الطبيعية |
| ------------------------- | ------------------------- | --------------------------------------- | --------------------------------- | ------------------------- | ------------------------- |
| عطارد                     | عطارد                     | 0.16601                                 | 0.16601                           | 3.301×1023 كغم            | 5.43 جم/سم3               |
| الزهرة                    | الزهرة                    | 2.4478383                               | 2.4478383                         | 4.867×1024 كغم            | 5.24 جم/سم3               |
| نظام الأرض / القمر        | نظام الأرض / القمر        | 3.04043263333                           | 3.04043263333                     | 6.046×1024 كغم            | 4.4309                    |
|                           | الأرض                     | 3.00348959632                           | 3.00348959632                     | 5.972×1024 كغم            |                           |
| القمر                     |                           | 1.23000383×10−2                         | 7.346×1022 كغم                    |                           |                           |
| المريخ                    | المريخ                    | 0.3227151                               | 0.3227151                         | 6.417×1023 كغم            | 3.91 جم/سم3               |
| المشتري                   | المشتري                   | 954.79194                               | 954.79194                         | 1.899×1027 كغم            | 1.24 جم/سم3               |
|                           | آيو                       |                                         | 4.70×10−5                         | 8.93×1022 كغم             |                           |
| أوروبا                    |                           | 2.53×10−5                               | 4.80×1022 كغم                     |                           |                           |
| غانيميد                   |                           | 7.80×10−5                               | 1.48×1023 كغم                     |                           |                           |
| كاليستو                   |                           | 5.67×10−5                               | 1.08×1023 كغم                     |                           |                           |
| زحل                       | زحل                       | 285.8860                                | 285.8860                          | 5.685×1026 كغم            | 0.62 جم/سم3               |
|                           | تيتان                     |                                         | 2.37×10−4                         | 1.35×1023 كغم             |                           |
| أورانوس                   | أورانوس                   | 43.66244                                | 43.66244                          | 8.682×1025 كغم            | 1.24 جم/سم3               |
|                           | تيتانيا                   |                                         | 4.06×10−5                         | 3.52×1021 كغم             |                           |
| أوبيرون                   |                           | 3.47×10−5                               | 3.01×1021 كغم                     |                           |                           |
| نبتون                     | نبتون                     | 51.51389                                | 51.51389                          | 1.024×1026 كغم            | 1.61 جم/سم3               |
|                           | ترايتون                   |                                         | 2.09×10−4                         | 2.14×1022 كغم             |                           |
| الكواكب القزمة والكويكبات |                           |                                         |                                   |                           |                           |
| نظام بلوتو/شارون (قمر)    | نظام بلوتو/شارون (قمر)    | 0.007396                                | 0.007396                          | 1.471×1022 كغم            | 2.06 جم/سم3               |
| سيريس                     | سيريس                     | 0.00047                                 | 0.00047                           | 9.3×1020 كغم              |                           |
| فيستا                     | فيستا                     | 0.00013                                 | 0.00013                           | 2.6×1020 كغم              |                           |
| بالاس                     | بالاس                     | 0.00010                                 | 0.00010                           | 2.0×1020 كغم              |                           |

## القيم الأحدث
بناء رزنامة كاملة عالية الدقة للنظام الشمسي تعتبر مهمة شاقة.
ومن الممكن بناء رزنامة جزئية (أبسط) تتعلق فقط بالكواكب (أو الكواكب القزمة والأقمار والكويكبات) وتهتم «بتحديد» حركة الكواكب الأخرى في النموذج. والطريقتان ليستا متكافئتين تمامًا، لا سيما عندما يتعلق الأمر بتعيين مقدار النتائج المشكوك فيها: غير أن التقديرات «الأفضل» - بالنسبة لكتل الكواكب الصغيرة والكويكبات عادة ما تأتي من الرزنامة الجزئية.
ومع ذلك، لا يزال المفهوم الكامل لجداول وملفات بيانات المواقع المحسوبة للأجرام الفلكية قيد الإعداد. وأبرزها رزمانة الكواكب والقمر 2004 (EPM2004) من معهد علم الفلك التطبيقي التابع لأكادمية الروسية للعلوم.وتستند EPM2004 إلى أكثر من 317000 موقع مرصود بين عامي 1913 و2003 لأنواع مختلفة من الأجرام الفلكية، بما في ذلك القياسات الراديوية المترية للكواكب والمركبات الفضائية، وهذه الجداول أكثر من سبعة أضعاف قدر جداول مختبر الدفع النفاث وتعطي كتلة أكثر دقة لسيريس وخمسة كويكبات أخرى.
|               | EPM2004       | فيتاغليانو وستوس (2006) | براون وشالر (2007) | ثولن وآخرون. (2008) | بيتجيفا وستانديش (2009) | راجوزين وبراون (2009) |
| ------------- | ------------- | ----------------------- | ------------------ | ------------------- | ----------------------- | --------------------- |
| إريس          |               |                         | 84.0(1.0)×10−4     |                     |                         |                       |
| 134340 بلوتو  |               |                         |                    | 73.224(15)×10−4     |                         |                       |
| 136108 هاوميا |               |                         |                    |                     |                         | 20.1(2)×10−4          |
| 1 سيريس       | 4.753(7)×10−4 |                         |                    |                     | 4.72(3)×10−4            |                       |
| 4 فيستا       | 1.344(1)×10−4 |                         |                    |                     | 1.35(3)×10−4            |                       |
| 2 باللاس      | 1.027(3)×10−4 |                         |                    |                     | 1.03(3)×10−4            |                       |
| 15 إينوميا    |               | 0.164(6)×10−4           |                    |                     |                         |                       |
| 3 جونو        | 0.151(3)×10−4 |                         |                    |                     |                         |                       |
| 7 ايريس       | 0.063(1)×10−4 |                         |                    |                     |                         |                       |
| 324 بامبرغا   | 0.055(1)×10−4 |                         |                    |                     |                         |                       |

## أفضل التقديرات الحالية للاتحاد الفلكي الدولي (2009)
تمت الموافقة على مجموعة جديدة من «أفضل التقديرات الحالية» لمختلف الثوابت الفلكية في اجتماع الجمعية العامة السابعة والعشرين للاتحاد الفلكي الدولي في أغسطس 2009. وتشمل كتل جميع الكواكب باستثناء نظام الأرض والقمر، وكذلك إيريس، بلوتو، سيريس، فيستا وبالاس: قيم كتل (ايريس، بلوتو، سيريس، فستا وبالاس) مبينة في الجدول أعلاه. باستثناء عطارد وأورانوس، تم تنقيح جميع كتل الكوكب منذ رزمانة جداول مختبر الدفع النفاث (DE405) لعام (1998).
| الكوكب  | نسبة الكتلة الشمسية إلى كتلة الكوكب | الكتلة الكوكبية × 10−6 (نسبة إلى الشمس) | الكتلة (كغم)     | مرجع   |
| ------- | ----------------------------------- | --------------------------------------- | ---------------- | ------ |
| عطارد   | 6023.6(3)×103                       | 0.166014(8)                             | 3.3010(3)×1023   | [ 19 ] |
| الزهرة  | 408.523719(8)×103                   | 2.08106272(3)                           | 4.1380(4)×1024   | [ 20 ] |
| المريخ  | 3098.70359(2)×103                   | 0.3232371722(21)                        | 6.4273(6)×1023   | [ 21 ] |
| المشتري | 1.0473486(17)×103                   | 954.7919(15)                            | 1.89852(19)×1027 | [ 22 ] |
| زحل     | 3.4979018(1)×103                    | 285.885670(8)                           | 5.6846(6)×1026   | [ 23 ] |
| أورانوس | 22.90298(3)×103                     | 43.66244(6)                             | 8.6819(9)×1025   | [ 24 ] |
| نبتون   | 19.41226(3)×103                     | 51.51384(8)                             | 1.02431(10)×1026 | [ 25 ] |

وتحدد نسبة كتلة القمر إلى كتلة الأرض على أنها: 1.23000371(4)×10−2,، بينما يمكن حساب نسبة كتلة الشمس إلى كتلة الأرض كنسبة متعلّقة بمركز الشمس: 332.9460487(7)×103، مما يحدد كتلة الأرض عند: 3.003486962(6)×10−6 M☉ أو 5.9722(6)×1024 كلغم.